# Kochummenia parviflora
Kochummenia parviflora är en måreväxtart som beskrevs av Khoon Meng Wong. Kochummenia parviflora ingår i släktet Kochummenia och familjen måreväxter. Inga underarter finns listade i Catalogue of Life.